# Broomehill-Tambellup Shire
Koordinaten: 34° 2′ S, 117° 38′ O

Das Shire of Broomehill-Tambellup ist ein lokales Verwaltungsgebiet (LGA) im australischen Bundesstaat Western Australia. Das Gebiet ist 2609 km² groß und hat etwa 1150 Einwohner (2016).
Broomehill-Tambellup liegt im Süden des Staates etwa 270 Kilometer südöstlich der Hauptstadt Perth. Der Sitz des Shire Councils befindet sich in der Ortschaft Tambellup im Zentrum der LGA, wo 375 Einwohner leben (2016).

## Verwaltung
Der Broomehill-Tambellup Council hat neun Mitglieder, die von den Bewohnern der zwei Wards (fünf aus dem South, vier aus dem North Ward) gewählt. Aus dem Kreis der Councillor rekrutiert sich auch der Ratsvorsitzende und President des Shires.